# Ulomyia vaseki
Ulomyia vaseki är en tvåvingeart som beskrevs av Jezek 2002. Ulomyia vaseki ingår i släktet Ulomyia och familjen fjärilsmyggor.
Artens utbredningsområde är Tjeckien. Inga underarter finns listade i Catalogue of Life.